# Sixten Pettersson
Sixten Gustaf Pettersson, född 17 oktober 1928 i Östersund, död 3 januari 2011 i Vantörs församling i Stockholm, var en svensk politiker (moderat) samt officer (fänrik) och chaufför.
Sixten Pettersson var bondson från Frösön i Jämtland. Han blev suppleant i riksdagen för Gösta Bohman 1976 och var ordinarie ledamot i riksdagen 1979–1982 för valkretsen Stockholms kommun. Pettersson, som då bodde i Bandhagen, blev ledamot av kammaren när Anders Wijkman avsade sig sitt riksdagsmannauppdrag. Sixten Pettersson var också suppleant i Moderata samlingspartiets partistyrelse.
I april 1980 sov han över en omröstning, med påföljd att vpk/sap vann den. Han förklarade till Aftonbladet (28/4) att "Jag hörde inte när voteringsklockan ringde".